# ناکلو
ناکلو (به چکی: Náklo) یک منطقهٔ مسکونی در جمهوری چک است که در ناحیه اولومووتس واقع شده‌است.
 ناکلو ۱۱٫۴۵ کیلومتر مربع مساحت و ۱٬۴۴۵ نفر جمعیت دارد و ۲۲۵ متر بالاتر از سطح دریا واقع شده‌است.